# أنيس الجليس في أخبار تنيس
كتاب أنيس الجليس في أخبار تنيس من تأليف شمس الدين محمد بن الشيخ شهاب الدين أحمد المعروف بابن بسام المحتسب التنيسي، قام على تحقيقه ونشره الدكتور جمال الدين الشيال في مجلة المجمع العراقي العربي في العدد رقم 14 بتاريخ الأول من أبريل عام 1967 م. وصف ابن بسام مدينة تنيس ومساجدها وكنائسها وفنادقها وحوانيتها وأسماكها وطيورها، ويذكر المحقق أنه لاحظ الشبه الكبير بين ما أورده ياقوت في «معجم البلدان» وبين ماورد في كتاب أنيس الجليس وخاصة تلكما القائمتين المشتملتين على أسماء الطيور والأسماك الموجودة في تنيس ويذكر أن ياقوت ذكر أنه نقل القائمة المشتملة على أسماء الطيور من كتاب «تاريخ تنيس» وان كان لم يفصح عن اسم مؤلفه. ويرى المؤلف ان ما وصلنا من الكتاب ليس كاملا، بل مقتبسات منه فهي عبارة عن عشر صفحات فقط.
يذكر ابن بسام في كتابه أن تنيس كان بها 160 مسجدا سوى المسجد الجامع، ولكل مسجد منها منارة، وذكر أنه كان بتنيس اثنتان وسبعون كنيسة إلى أن أمر بهدمها الحاكم بأمر الله في سنة 403 هجرية وجعل عوضها مساجد ويذكر أن عدد الفنادق والقياسر كان خمسين ثم بني في سنة 405 هجرية ستة آدر كبيرة للتجار فصار الجميع ستة وخمسين أما الحوانيت فكانت ألفين وخمسمائة وكان بها مائة معصرة، ومائة وخمسون دكانا لبيع البز وأنواع الثياب ومائة وستون طاحونة منها مايشتمل على مدار واحد، ومنها مايشتمل على مدارين، ومنها مايشتمل على خمسة أحجار، وبها مقشرة ومعجنة، وذكر عدد الحمامات العامة بها ستة وثلاثون حماما، غير الحمامات الخاصة التي كان يبنيها بعض الأهلين ملحقة بدورهم، وكان بها من المناسج - أي دور الطراز ومصانع النسيج - خمسة آلاف منسج وكان عدد العمال الذين يعملون فيها عشرة آلاف عامل سوى من يطيب أو يرقم من ذكر أو أنثى، ويصف الأرباض الأربعة على النحو التالي:
1. الربض الغربي وفيه دار الصناعة أي دار صناعة السفن، ودار الإمارة، وحمامات للرجال وعرصتان عظيمتان يرد اليهما مايحمل إلى تنيس من البلدان القريبة والبعيدة.
2. الربض الشرقي وفيه الديوان الكبير ودواليب نقل الماء ومطاحن جبس ومواقد جير، واصطبل السلطان.
3. الربض القبلي وفيه دواليب أخرى لنقل الماء إلى المصانع والحمامات وأخصاص كبيرة لاتحصى (يذكر المحقق أنها ربما كانت أخصاص يعيش فيها الصيادون) وأرض تنبت الملح.
4. الربض البحري وفيه مساجد وكنائس، ومفارش لتبييض الأمتعة وحجارة لضرب الثياب، وهدف للرماة، ومصليان أحدهما لجنائز الموتي، والآخر لصلاة العيدين.

يقدر المؤلف عدد سكان تنيس بخمسين ألفا، ويذكر المؤلف أيضا أن المدينة كان بها من المراكب الموسومة لصيد السمك في البحيرة ثلاثمائة واثنين وسبعين مركبا، وأكثر ماتحمل المركب منها ستين رجلا، وأقله ثلاثة رجال، ثم يورد قائمة لأسماء المراكب وأخرى لأسماء الاسماك وعددها 63 نوعا وأن إيراد الحكومة من المكوس المفروضة على صيد الأسماك كان مما قدره بخمسين ألف دينار في السنة وكان يشرف على جمع هذه المكوس ديوان خاص يسمي ديوان الاسماك في الربض القبلي، وأن عدد مراكب صيد الطيور مائة وثلاثة عشر مركبا وقدم قائمة للطيور وهي مايقارب المائة صنف.
ثم يذكر المؤلف أنواع المراكب التي كانت تنقل البضائع بين تنيس والشام ومنها القوارب والكمائم والعشاريات وأن عدد السفن الواردة من الشام الي تنيس كل عام بلغت خمسمائة مركب أكثرها ترد في الصليبية والربيعية وأن معظم مايستهلكه أهل المدينة في المأكل (خاصة القمح والشعير والفواكه) والمشرب مما يرد اليها من المدن الأخرى من الشام أو من اقليم مصر والصعيد والإسكندرية. وبالنسبة للماء فقد كان يحمله لهم الفرع التنيسي وكانوا يدخرونه في مواسم الفيضان في جباب وصهاريج ومصانع معدة لذلك، وكان بها دواليب لنقل المياه وقت زيادته إلى مصانع المدينة وحمامتها، وعن هذه المصانع يقول المؤلف: «وبتنيس مصنعتان عظيمتان، تنسبان إلى عمر بن حفص، مكشوفتي السقف، والغربي منها أحد وعشرون بيتا، والشرقي ثمانية عشر بيتا، ومصنع مسقف وسط المدينة بناه عبد العزيز الجروي... ولابن طولون ثلاثة مصانع، أحدها بالقرب من السوق، والآخر في زيادة الجامع» كما يذكر مؤلف الكتاب أن له مصنع خاص به فيقول: «ولكاتب هذا مصنع آخر دون هذا».